# Bulbophyllum rolfei
Bulbophyllum rolfei là một loài phong lan thuộc chi Bulbophyllum.